# Емнийеттепе
„Емнийеттепе“ (на турски: Emniyettepe) е квартал на Истанбул, разположен в градска околия Еюпсултан. Общата му площ е 0,74 км2. Според данни на Адресната система за регистриране на населението (ABPRS) към 2024 г. населението на „Емнийеттепе“ е 10 637 жители.